# ユニバーサル・ロビーナ
ユニバーサル・ロビーナ・コーポレーション（英語：Universal Robina Corporation）は、フィリピンの食品会社である。フィリピン総合指数構成銘柄。